# 재즈 스탠더드
재즈 스탠더드(jazz standard)는 재즈 음악가의 음악 레퍼토리에서 중요한 부분을 차지하는 음악 작품을 말한다. 이는 재즈 음악가들에 의해 널리 알려지고, 연주되며, 녹음되어 청취자들에게도 잘 알려져 있다. 재즈 스탠더드에 대한 명확한 목록은 없으며, 스탠더드로 여겨지는 곡의 목록은 시간이 지남에 따라 변화한다. 주요 페이크 북(대중적인 곡의 악보 모음집)과 재즈 레퍼런스에 포함된 곡들은 어떤 곡들이 스탠더드로 간주되는지에 대한 대략적인 지침을 제공한다.
모든 재즈 스탠더드가 재즈 작곡가에 의해 작곡된 것은 아니다. 많은 곡들이 원래 틴 팬 앨리의 대중음악, 브로드웨이 쇼 튠, 또는 할리우드 뮤지컬의 노래들, 즉 그레이트 아메리칸 송북에서 유래했다. 유럽에서는 재즈 스탠더드와 "페이크 북"에 일부 전통 민요(예: 스칸디나비아)나 소수 민족 음악(예: 집시 음악)의 곡들이 포함되기도 하는데, 이는 잘 알려진 재즈 연주자들에 의해 재즈 느낌으로 연주된 것들이다. 자주 연주되는 곡이라도 "재즈" 음악가들 사이에서 널리 연주되는 경우에만 재즈 스탠더드로 간주될 수 있다. 재즈 스탠더드 레퍼토리는 블루스 및 팝 스탠더드와 일부 중복된다.
재즈 음악가가 작곡한 곡 중 가장 많이 녹음되었으며, 역사상 가장 많이 커버된 곡 중 하나는 듀크 엘링턴과 후안 티솔의 〈Caravan〉으로, 500회 이상 커버되었다. 원래 가장 많이 녹음된 재즈 스탠더드는 1930년대부터 20년 이상 W. C. 핸디의 〈Saint Louis Blues〉였으나, 이후 호기 카마이클의 〈Stardust〉가 그 자리를 대신했다. 그 다음으로는 조니 그린의 〈Body and Soul〉이 그 자리를 차지했다.

## 1920년 이전

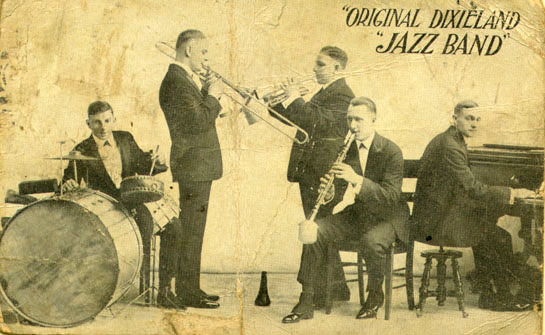
오리지널 딕실랜드 재즈 밴드의 1918년 홍보 엽서로, 이 시기에 밴드는 뉴욕 시티 라이젠베버 카페에서 연주하였다. 왼쪽부터 드럼의 토니 스바바로(일명 토니 스파고), 트롬본의 에드윈 "대디" 에드워즈, 코넷의 D. 제임스 "닉" 라로카, 클라리넷의 래리 쉴즈, 피아노의 헨리 라가스.

재즈는 20세기로의 변화된 개념에서부터 춤을 추기 위한 음악이었다. 이것은 킹 올리버 크리올 재즈 밴드, 뉴올리언스 리듬 킹즈 등의 초기 재즈 그룹이 선택하는 연주곡에 영향을 받은 것인데, 이들은 연주 레퍼토리에 틴 팬 앨리 대중 가요를 많이 포함시켰고, 음반사가 음악가들에게 종종 그러한 노래들을 녹음하도록 강요하는 측면도 있었다. 음반사 간부가 추진하는 특정한 노래들은 빠르게 스탠더드의 지위에 올랐다. 이것은 재즈가 처음으로 녹음된 1916년, 그 해 12월 토마스 A. 에디슨 주식회사의 블루 앰베럴을 통해 콜린스 앤 할런이 취입한 《That Funny Jas Band from Dixieland》,:80 1917년 오리지널 딕실랜드 재스 밴드가 녹음한 〈Darktown Strutters' Ball〉와 〈Indiana〉로 시작되었다. 레이블에 '재스'(Jass)로 적혀 처음 녹음된 《The Original Dixieland One-Step》은 1917년 빅터 토킹 머신 컴퍼니가 18255호로 발행하였다.:7 본디 간단히 "재즈"라 부르던 초기 재즈 밴드의 음악은 오늘날에 와서는 최근의 하위 장르와 구분하기 위해 종종 "딕실랜드"나 "뉴올리언스 재즈"라고 부른다.
재즈의 기원은 브라스 밴드 음악과 블루스, 래그타임, 스피리추얼 등이 들어가는 20세기 초 뉴올리언스의 음악적 전통에 있으며, 가장 인기있는 초기 스탠더드 중 일부는 이 전통의 영향에서 비롯된 것이다. 래그타임 노래 〈Twelfth Street Rag〉와 〈Tiger Rag〉는 블루스 곡 〈St. Louis Blues〉와 〈St. James Infirmary〉와 마찬가지로 재즈 음악가들에게 인기있는 곡이 되었다. 틴 팬 앨리 작곡가들은 〈Indiana〉와 〈After You've Gone〉을 비롯한 여러 노래들을 통해 재즈 스탠더드 레퍼토리에 기여했다. 〈Some of These Days〉와 〈Darktown Strutters' Ball〉 같은 다른 노래들은 보드빌 연주자들이 들여왔다. 이 시대에 가장 흔히 녹음된 스탠더드는 W. C. 핸디의 〈St. Louis Blues〉와 터너 레이튼과 헨리 크리머의 〈After You've Gone〉, 제임스 핸리와 발라드 맥도널드의 〈Indiana〉였다.

## 1920년대
〈재즈 시대〉는 1920년대 미국에서 시작되었다. 이 나라의 구세대는 재즈를 부도덕적이고 오래된 문화 가치를 위협하는 것으로 여겼지만, 그럼에도 재즈는 대중 음악의 자리를 차지하게 되었다. 찰스턴, 블랙 바텀과 같은 춤이 이 시대동안 매우 인기를 끌었고, 재즈 밴드는 일곱에서 열두 명의 음악가로 구성되는 것이 일반적이었다. 뉴욕의 중요한 관혁악단은 플레처 헨더슨, 폴 휘트먼, 듀크 엘링턴이 지휘하였다. 뉴올리언스 재즈맨들 중 많은 수가 일자리를 찾아서 1910년대 후반 시카고로 이주하였다. 뉴올리언스 리듬 킹즈, 킹 올리버 크리올 재즈 밴드, 젤리 롤 모턴도 시카고에서 녹음을 하였다. 그러나, 재즈 음악의 중심지로써의 시카고의 중요성은 점점 쇠퇴했고, 1920년대부터는 그 지위가 뉴욕으로 향하기 시작했다.
재즈 초창기에는 음악가가 녹음할 노래를 음반사가 직접 결정하는 일이 흔했다. 1920년대에 인기있는 곡은 〈Sweet Georgia Brown〉과 〈Dinah〉, 〈Bye Bye Blackbird〉와 같은 팝 히트 곡이었다. 자신의 곡을 녹음할 수 있는 약간의 자유를 부여받게 된 첫 번째 재즈 음악가는 루이 암스트롱이었다. 그의 밴드는 1920년대와 1930년대의 많은 초기 스탠더드 대중화에 이바지했다.
재즈 음악가가 작곡한 곡 중 패츠 월러의 〈Honeysuckle Rose〉, 〈Ain't Misbehavin'〉 등의 일부는 오랫동안 스탠더드를 유지했다. 1920년대에 가장 많은 녹음된 스탠더드는 호기 카마이클과 미첼 패리시의 〈Stardust〉였다. 1920년대 브로드웨이 작곡가가 쓴 몇 곡의 노래도 스탠더드가 되었는데, 조지와 이라 거슈윈의 〈The Man I Love〉(1924년)와 어빙 벌린의 〈Blue Skies〉(1927년), 콜 포터의 〈What Is This Thing Called Love?〉(1929년) 등이 있다. 브로드웨이 노래를 레퍼토리에 정기적으로 포함시키는 것은 1930년대에 접어들어서야 활발해졌는데, 이전까지는 음악가들이 브로드웨이 노래의 세련된 화성과 선율에 익숙해지지 않았기 때문이었다.

## 1930년대
브로드 웨이 극장은 조지와 이라 거슈윈의 〈Summertime〉(1935년), 리처드 로저스와 로렌츠 하트의 〈My Funny Valentine〉(1937), 제롬 컨과 오스카 해머스타인 2세의 〈All Things Things You〉등 1930년대 가장 유명한 스탠더드에 여러 노래로 기여하였다. 이 노래들은 여전히 모든 시대에서 가장 많이 녹음된 스탠더드 중 하나로 손꼽힌다. 가장 인기있던 1930년대 스탠더드는 조니 그린의 〈Body and Soul〉로, 브로드웨이에서 처음 소개된 후 콜먼 호킨스의 1939년 녹음판이 막대한 성공을 거두었다.
1930년대 미국 음악에서는 스윙 재즈가 지배적인 형태로 부상하였다. 듀크 엘링턴과 그의 밴드 멤버들은 후에 스탠더드가 된 〈It Don't Mean a Thing (If It Ain't Got That Swing)〉(1932년), 〈Sophisticated Lady〉(1933년), 〈Caravan〉(1936년) 등 다수의 스윙 시대 히트 곡을 작곡하였다. 이밖에 이 시기의 영향력 있는 밴드의 리더로는 베니 굿맨과 카운트 베이시가 있었다.

## 1940년대
스윙 시대는 1940년대 중반까지 지속되어 듀크 엘링턴의 〈Cotton Tail〉(1940년)과 빌리 스트레이혼의 〈Take the 'A' Train〉(1941년) 같은 인기 있는 곡이 만들어졌다. 제2차 세계 대전 중 큰 규모의 밴드들이 살아남기 위해 발버둥치는동안, 재즈에서는 작은 규모의 그룹을 선호하는 변화가 일어나고 있었다. 루이스 조던과 같은 일부 스윙 시대 음악가들은 "리듬 앤드 블루스"로 부르는 새로운 종류의 음악으로 늦게 인기를 얻게 되었고, 이 음악은 1950년대로 가면서 로큰롤로 진화하였다.
비밥은 찰리 파커, 디지 길레스피, 델로니어스 몽크와 같은 선구자와 함께 1940년대 초반에 등장하였다. 이 장르는 정교하고 세련된 화성, 빠른 템포, 음악적 기교를 선보이는 명연주를 기반으로 하여, 초기 형태의 재즈보다 관객의 어필하는 데 특화되었다. 비밥 음악가들은 1930년대의 스탠더드, 특히 그 중에서도 브로드웨이 뮤지컬을 자신들의 레퍼토리로 사용하였다. 비밥 음악가들이 쓴 스탠더드 중에는 길레스피의 〈Salt Peanuts〉(1941년)과 〈A Night in Tunisia〉(1942년), 파커의 〈Anthropology〉(1946년)와 〈Yardbird Suite〉(1946년), 〈Scrapple from the Apple〉(1947년), 몽크의 〈'Round Midnight〉(1944년)이 있으며, 〈'Round Midnight〉의 경우 재즈 음악가가 작곡한 가장 많이 녹음된 재즈 스탠더드로 널리 받아들여지고 있다.

## 1950년대와 이후
1950년대 후반에는 마일스 데이비스의 《Kind of Blue》(1959년)와 같은 모달 재즈 녹음이 인기를 얻었다. 유명한 재즈 스탠더드로는 마일스 데이비스의 《'Round About Midnight》(1959년), 존 콜트레인의 《My Favorite Things》(1961년), 허비 행콕의 〈Watermelon Man〉과 〈Cantaloupe Island〉 등이 있다.
브라질에서는 1950년대 후반에 보사노바라는 새로운 음악 스타일이 발전했다. 브라질 삼바와 재즈를 기반으로 한 보사노바는 주앙 지우베르투, 안토니오 카를루스 조빙, 루이스 봉파가 주도했다. 지우베르투와 스탠 게츠는 1963년 음반 《Getz/Gilberto》로 미국에 보사노바 열풍을 일으켰다. 현재 스탠더드로 여겨지는 이 장르의 곡들로는 봉파의 〈Manhã de Carnaval〉(1959년), 마르코스 발레의 〈Summer Samba〉(1966년), 그리고  〈Desafinado〉(1959년), 〈The Girl from Ipanema〉(1962년), 〈Corcovado〉(1962년) 등 조빙의 수많은 곡들이 있다.
재즈 퓨전 운동은 재즈를 록이나 클래식 음악 같은 다른 음악 스타일과 융합했다. 이 장르의 황금기는 1970년대였다. 웨더 리포트, 칙 코리아와 리턴 투 포에버, 허비 행콕과 헤드헌터스, 맨해튼 트랜스퍼, 마하비시누 오케스트라와 같은 유명 퓨전 아티스트들은 크로스오버적 인기를 얻었지만, 1980년대로 접어들면서 이 장르에 대한 대중의 관심은 줄어들었다. 퓨전의 히트곡으로는 데오다투의 〈Also Sprach Zarathustra (2001)〉(1973년), 밥 제임스의 〈Night on Bald Mountain〉(1974년), 허비 행콕의 〈Chameleon〉(1973년) 등이 있었다. 웨더 리포트와 맨해튼 트랜스퍼는 조 자비널의 재즈 스탠더드 〈Birdland〉를 커버했다. 린다 론스태트의 《What's New》, 샤카 칸의 《Echoes of an Era》, 칼리 사이먼의 《Torch》는 1980년대의 재즈 스탠더드 앨범들이었다.

## 같이 보기
- 재즈 스탠더드 목록

## 더 읽어보기
- Hardie, Daniel (2002). 《Exploring Early Jazz: The Origins and Evolution of the New Orleans Style》. iUniverse. ISBN 0-595-21876-8.
- Kernfeld, Barry Dean (1995). 《The Blackwell Guide to Recorded Jazz》. Wiley-Blackwell. ISBN 0-631-19552-1.